# Condition des femmes à Cuba
La condition des femmes à Cuba est liée à l'histoire politique et économique de l'île, elles jouissent de nombreux droits qui permettent leur accès aux soins de santé, à l'éducation et à la vie politique.
En avance sur les autres pays de l'Amérique latine, les autorités autorisent le divorce dès 1917 et les femmes cubaines obtiennent le droit de vote en 1934. Toutefois la majorité d'entre elles restent pauvres et analphabètes. Avec la révolution de 1959, la mise en place de mesures sociales pendant les décennies 1960 à 1980 favorise l'éducation et l'intégration professionnelle des Cubaines. La crise économique des années 1990 a cependant vu le retour de la division sexuelle entre travail salarié et travail domestique et le regain de la prostitution féminine au contact du tourisme.

## De la conquête espagnole à l'indépendance
Depuis la découverte de Cuba par Christophe Colomb, le 18 octobre 1492, les femmes y subissent le code espagnol, considéré souvent comme rétrograde, la femme y est généralement vue comme « l’ange tutélaire de l’homme ».
Au XIXe siècle, les femmes d'Amérique du Sud sont inspirées par les femmes européennes et découvrent le féminisme. Elles prennent conscience des droits des femmes et améliorent leurs conditions de vie.
En 1843, une rébellion d'esclaves, appelée Conspiración de La Escalera, éclate dans la province de Matanzas, pendant l'Año del Cuero (en). Elle est dirigée notamment par deux femmes, l'une appelée La Carlota, une esclave noire d'origine yoruba, et l'autre, Firmina.
Lors de l'insurrection nationaliste dite guerre des Dix Ans (1868-1878), les mambisas, Cubaines de toutes races et classes confondues (esclaves noirs affranchies, femmes de couleur libres, femmes de petits blancs, femmes taina (indigènes) et femmes appartenant à l'élite blanche), s'impliquent dans la lutte contre le colonisateur espagnol. De petites communautés dirigées par des femmes se forment dans les montagnes de la partie orientale de l'île pour fournir de la nourriture aux insurgés, soigner les blessés, cacher armes et munitions. Ailleurs, d'autres femmes se chargent de rédiger des pamphlets, de lever des fonds, de faire passer armes et nourriture aux insurgés, se transforment en espionnes et messagères, voire affrontent l'ennemi au combat.
L'esclavage, instauré en 1511, est aboli officiellement en 1880 et dans la pratique en 1886.
L'égalité de droits entre Blancs et Noirs est proclamée en 1893.
La guerre d'indépendance est relancée en 1895 pour se terminer trois ans plus tard par la proclamation de l'indépendance le 10 décembre 1898. Le prix de cette guerre (et de la tentative précédente, la guerre des Dix Ans) est très élevé pour les femmes : emprisonnement, exil, maris tués ou dans la clandestinité, mariages à vau-l'eau, enfants sans père. L'image de la mambisa sert d'icône nationaliste, souvent brandie pour rappeler aux hommes leur devoir patriotique.
Le pays continue toutefois de fonctionner selon les lois espagnoles.

## À partir de l'avènement de la République (1902)
La Constitution de 1901, imposée par les États-Unis, ne change en rien la position juridique de la femme dans la société, les législateurs cubains qui ne reconnaissent pas l’oppression qu'elle subit, l’excluent de toute mesure politique et civile et continuent à la confiner à la fonction de maîtresse de maison, dépourvue de volonté et d’initiative propres.. Néanmoins, plusieurs mesures en faveur des femmes rendent Cuba très en avance au sein de l’Amérique latine .
Le divorce est autorisé en 1917 . En 1918, le code civil espagnol régissant la société cubaine est finalement abrogé.
En 1923, a lieu à La Havane le premier congrès féministe. En 1929 un salaire minimum pour les femmes est voté .
En 1934, grâce à leur ténacité, les femmes obtiennent le droit de vote sous la présidence de Ramón Grau San Martín. Toujours en 1934, une loi impose l'égalité du droit au travail pour les femmes .
L'année 1940 voit l'élection de Fulgencio Batista à la présidence de la République et l'adoption d'une constitution démocratique reconnaissant le principe égalitaire . « Toute discrimination en raison du sexe, de la race, de la couleur ou de la classe sociale » est alors punie par la loi  .
Dans les années 1950, sous la seconde présidence du dictateur Fulgencio Batista (1952-1959), l'île devient un haut-lieu de débauche et de corruption : on la surnomme le « Bordel des Caraïbes » . Le centre de la prostitution à La Havane est La Rampa, entre l'ancien Hôtel Hilton, rebatisé Habana Libre, et le quartier Vedado.
Des milliers de femmes rejoignent le mouvement d'opposition à la dictature lancé en 1953 : elles espionnent, transportent des armes, voire se battent. Un bataillon de treize femmes est même créé, le « Peloton féminin Mariana Grajales » ,.

## À partir de la victoire de la Révolution (1959)
La rébellion nationale triomphe le 1er janvier 1959.
Le nouveau gouvernement met en place un régime de sécurité sociale et instaure un Code du Travail. Comme les femmes ne représentent que 12 % de la population active et leurs rémunérations sont, pour le même travail, inférieures à celles des hommes, toute discrimination sexiste est interdite par la loi.
Le 23 août 1960 voit la création, par Vilma Espín, l'épouse de Raúl Castro, d'un mouvement féminin autonome, la Fédération de femmes cubaines (FMC) (Federación de Mujeres Cubanas) . Une campagne d'alphabétisation massive des femmes est engagée par la FMC en 1961 . Dans les campagnes, 500 000 femmes sont alphabétisées .
Cuba devient, en 1965, le premier pays d'Amérique latine à légaliser l'avortement.
La même année, les résolutions 47 et 48 prises par le ministère du Travail définissent respectivement les postes susceptibles d'être occupés par les femmes et ceux considérés comme dangereux pour leur constitution physique. Jugées trop restrictives et discriminatoires par la FMC, ces résolutions finissent par être annulées.
En 1972, la sociologue Est-allemande Monika Krause-Fuchs fonde le Groupe national de travail de l'éducation sexuelle (en espagnol : Grupo Nacional de Trabajo de Educación Sexual) pour coordonner et développer des activités de formation et de sensibilisation auprès des professionnels et de la population.
En 1973, se tient le second congrès de la FMC.
L'année 1975 voit l'adoption du Code de la famille et l'année suivante celle de la constitution socialiste.
À partir de 1977, le Groupe national de travail de l'éducation sexuelle est chargé des tâches de formation de thérapeutes et éducateurs sexuels, en portant une attention particulière aux personnes transgenres et aux conseils et thérapies pour les dysfonctionnements sexuels. En 1989, est fondé le Centre national de l'éducation sexuelle (espagnol : Centro Nacional de Educación Sexual), qui succède au Groupe, intensifiant le travail de recherche et de formation professionnelle qualifiée dans le domaine de la sexualité,.

### Le rôle de la Fédération des femmes cubaines

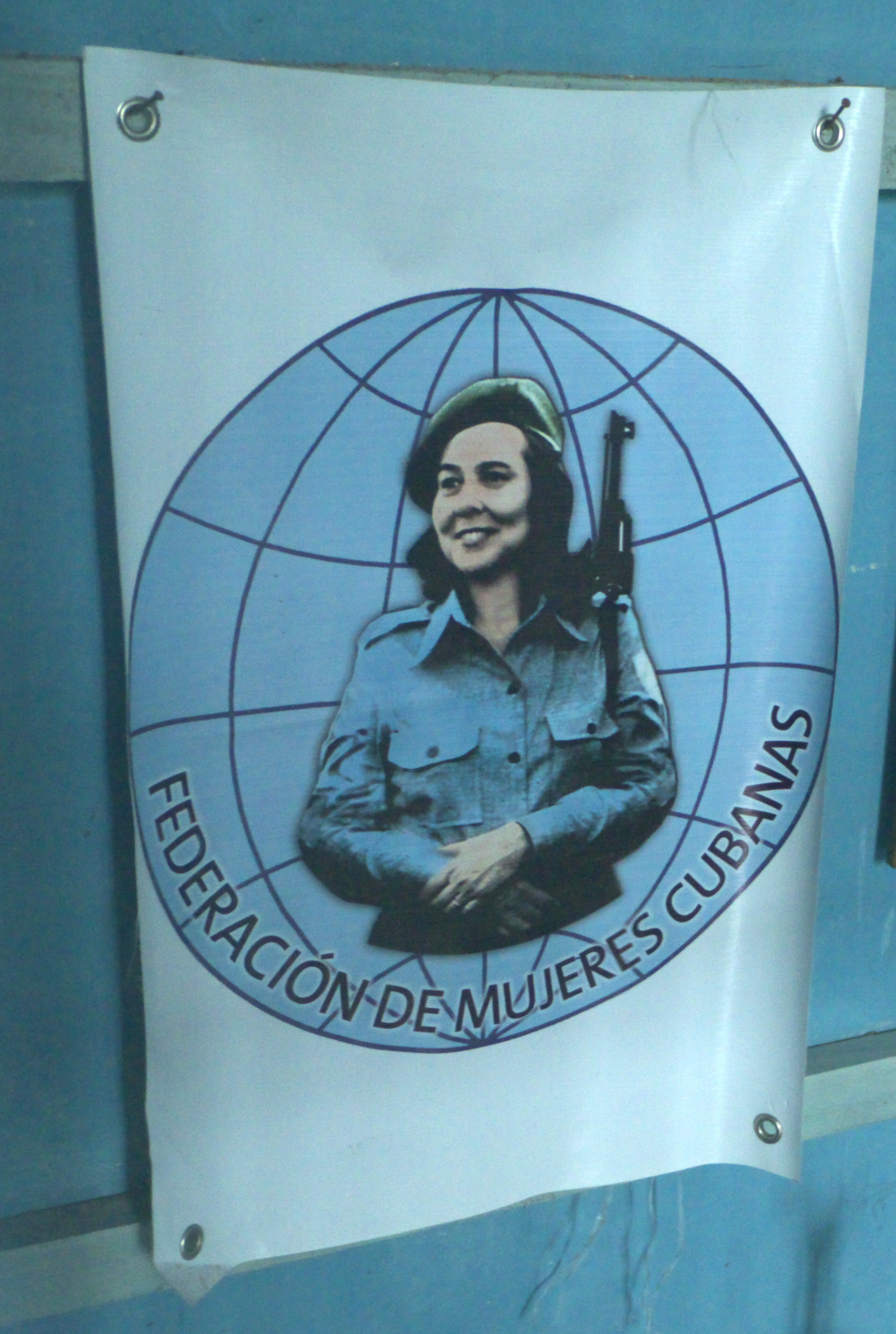
Le logo de la Fédération des femmes cubaines représente Vilma Espín.

La Fédération des femmes cubaines (en) est créée dès 1960. Vilma Espín, épouse de Raúl Castro, en assure sa présidence jusqu'à sa mort en 2007. La FMC (Federacion de Mujeres Cubanas) compte plus de 4 millions d'adhérentes et dispose d'antennes dans presque chaque quartier .

#### Lutte contre la prostitution
La prostitution, ou jineterismo, existe depuis l'arrivée des colons en Amérique latine en 1492. « Mal social curable », elle est le premier fléau auquel s’attaquent la FMC, le ministère de la Santé publique (MIN.SA.P.) et le ministère de l’Intérieur (MIN.INT) à partir du début des années 1960. Il s’agit de redonner aux prostituées leur dignité et de leur permettre, par le biais de la réhabilitation, de s’insérer pleinement dans la nouvelle société, grâce au travail productif et pour le bien de la collectivité.

#### Les «maisons d'orientation»
La FMC ouvre des « maisons d’orientation pour la femme et la famille » (casas de orientación à la Mujer y la familia) pour les femmes et les familles des quartiers. Il existe plus de 175 maisons d’orientation, réparties sur les communes, occupant plus de 4 000 personnes (médecins, psychologues, sociologues, juges, pédagogues, etc.). Elles assurent, sur une base volontaire et bénévole, des consultations et des activités pédagogiques dans les quartiers.

### À partir de la fin du socialisme réel en Europe en 1989

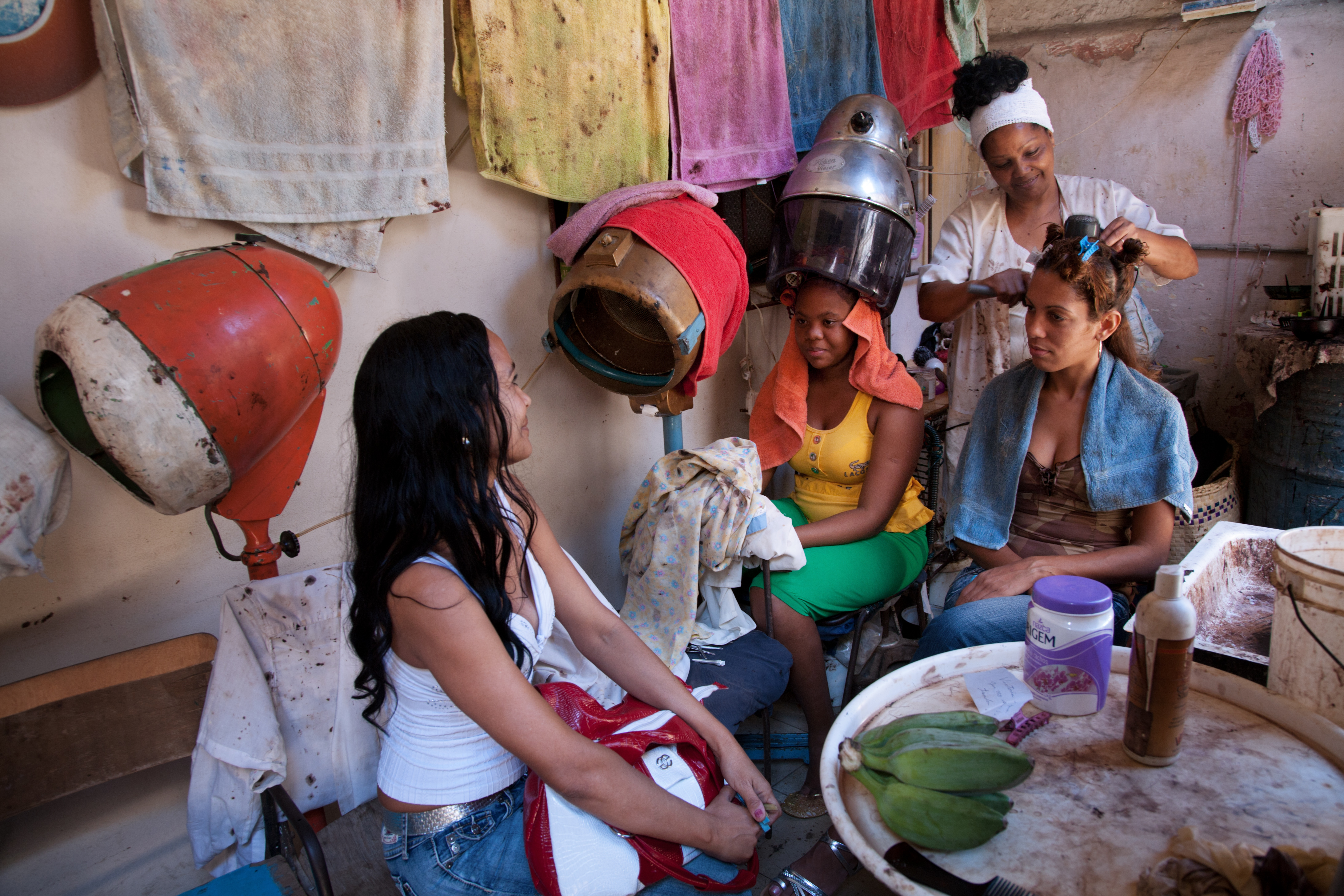
Salon de coiffure pour femmes à La Havane en 2011

Durant la « Période spéciale en temps de paix » (Período especial en tiempos de paz) — nom donné à la crise économique qui frappe le pays dans les années 1990 après la rupture des importations provenant de l'URSS — la prostitution se trouve renforcée du fait de l'arrivée du tourisme de masse et de la légalisation du dollar (jusqu'à son abandon officiel en 2004). Nombre de jeunes filles, les jineteras, affluent dans la capitale dans l'espoir de gagner des dollars. Malgré les mesures prises par le gouvernement (amendes, renvois dans la famille, passages dans un centre de réhabilitation) et le concours de la FMC, chargée d'éviter les récidives, le problème persiste.
Les Cubaines ont du mal à subvenir aux besoins de leur famille, elles doivent se démener pour se procurer de la nourriture, des vêtements et des produits de première nécessité. Le rationnement, les coupures de courant ne facilitent pas la cuisine et le ménage. Du fait de la faiblesse des salaires, tant les ouvrières que les cadres peinent à payer leur loyer et leur facture d'électricité sans parler de leur nourriture. Le blocus américain réduit encore plus les possibilités de se procurer des articles ménagers et empêche les scientifiques d'obtenir les équipements indispensables à leurs recherches.

## Situation au début duXXIesiècle

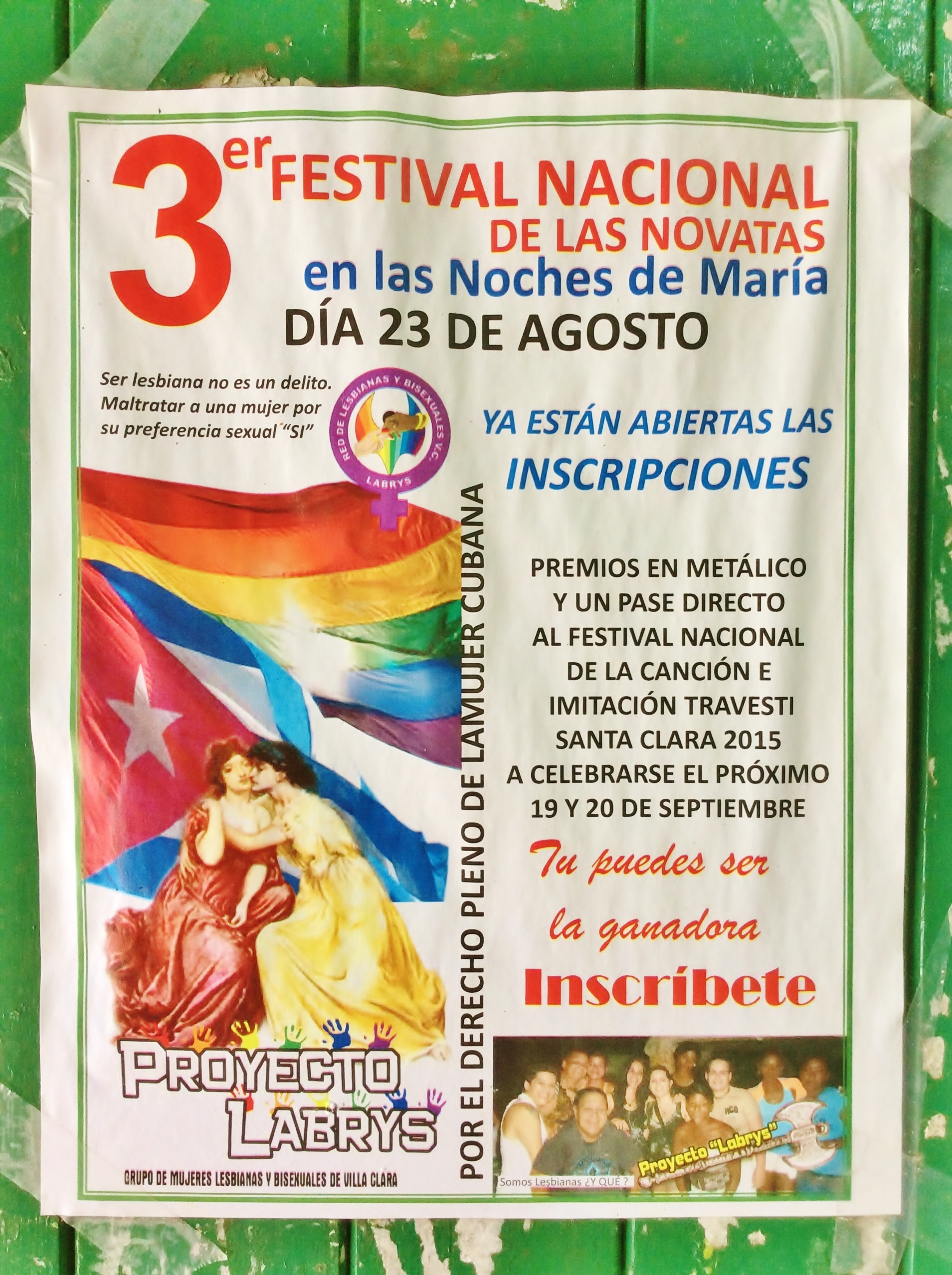
Affiche des femmes LGBT dans les rues de Cuba, août 2015.

La situation des femmes cubaines s'est améliorée depuis 1959 quant à l'espérance de vie, l'accès à l'avortement et à la contraception, à l'éducation, à l'emploi et à la vie politique. Toutefois les violences conjugales et la prostitution perdurent.

### Espérance de vie
Leur espérance de vie passe de 61,3 ans en 1950-1955 à 73 ans en 1985-1990 et elle est de 76 ans en 2005 .

### Avortement, contraception et fertilité
Le droit à l'interruption volontaire de grossesse  est légal et gratuit. Cuba est le premier pays d'Amérique latine à légaliser l'avortement en 1965. Dans les années 1990 il est comptabilisé 120 000 avortements, ce nombre est réduit à 85 000 dans les années 2000 .
Les méthodes contraceptives sont peu variées, le dispositif intra-utérin est la principale, elle « est de mauvaise qualité et sa disponibilité reste irrégulière » . Pour réduire les avortements il est mis en place la pilule du lendemain en 2010 .
Le taux de fécondité est passé de 4,8 naissances par femme en 1950 à 1,6 en 2020 . À ce rythme Cuba se situera, en 2050, au neuvième rang mondial pour la population âgée. Les autorités cubaines prennent, en 2017, plusieurs mesures pour favoriser la natalité. Ainsi il est prévu de rémunérer d'autres membres de la famille pour assurer la garde des enfants, une réduction de 50 % des frais de scolarité, pour les familles nécessiteuses qui ont deux enfants ou plus .

### Accès à l'éducation
De nos jours, la majorité des Cubaines sont alphabétisées et les jeunes filles ont accès aux études supérieures. Elles ont acquis un niveau d'instruction plus élevé que celui des générations antérieures.

### Accès à l'emploi

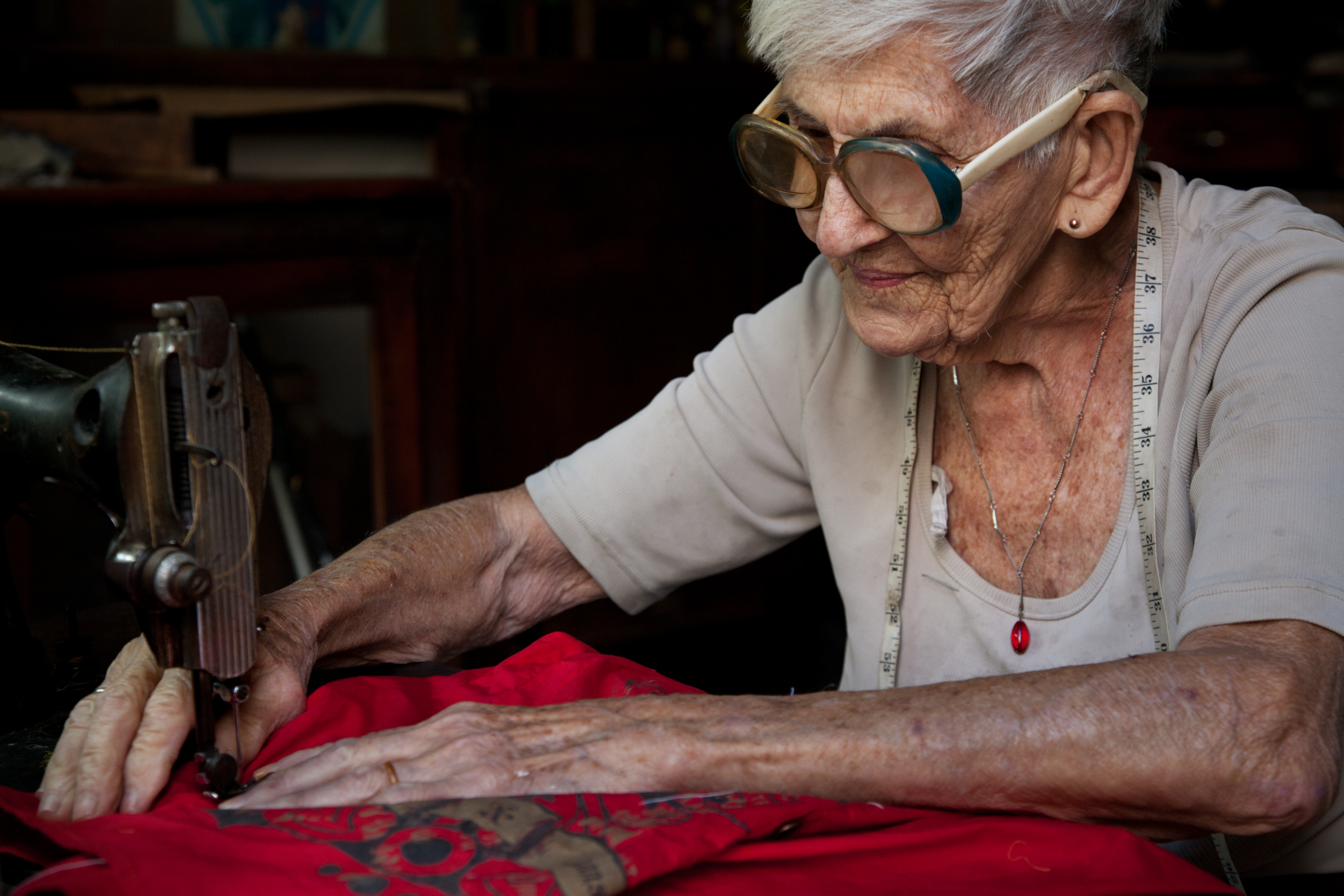
Une couturière à La Havane en 2011.

Du fait de l'élévation de leur niveau d'instruction, les Cubaines sont plus nombreuses à occuper des postes qualifiés et à être indépendantes de leur mari. Le revers de la médaille est le recul du mariage et l'augmentation du nombre de divorces. L'égalité dans le travail étant encadrée par des textes législatifs, les femmes sont doyennes de faculté, médecins ou techniciennes. En 2017, elles représentent environ 40 % de la population active, 23 % des députés, 69,7 % des diplômés en science, 32,4 % des diplômés en sciences et techniques et 62,9 % des diplômés dans l'enseignement.
L'âge de la retraite évolue. Jusqu'en 2008 les femmes peuvent partir à 55 ans et les hommes à 60 ans, puis il augmente progressivement pour atteindre en 2018, 60 ans pour les femmes et 65 ans pour les hommes. Mais à Cuba le départ à la retraite n'est pas obligatoire .

### Accès à la vie politique
Les Cubaines sont très présentes en politique : en 2005, 35,96 % des personnes siégeant au parlement sont des femmes et l'on compte, au gouvernement cubain, sept femmes ministres et 33 femmes vice-ministres. Selon le Rapport du développement humain de 2005, le pays occupe la 7e place dans le classement mondial en fonction du nombre de femmes présentes en politique.
Lors du huitième congrès du Parti communiste de Cuba, du 16 au 19 avril 2021, parmi les 14 membres du bureau politique 3 sont des femmes,.

### Économie
La situation économique s'améliore dans les années 2000. Les Cubaines qui ont de la famille à l'étranger peuvent recevoir de l'argent de celle-ci mais ce cas de figure concerne davantage les blanches et les mulâtresses que les Afro-cubaines, dont les familles ont moins émigré.

### Violence et féminicide
La violence à l'égard des femmes perdure au sein de la société cubaine. Selon une enquête nationale sur l’égalité des sexes effectuée en 2016 : « 39,6 % des femmes interrogées ont subi des violences conjugales, tandis que 26,7 % ont déclaré avoir été victimes d’abus au cours des 12 derniers mois ». Ces violences s’observent dans toutes les couches de la société .
En 2013, 183 femmes ont été tuées. Ces féminicides sont concentrées les grandes villes : La Havane, Santiago de Cuba, Camagüey et Holguín, qui comptabilise 53,2% des meurtres. Il est à noter la surreprésentation des femmes Afro-Cubaines dans les provinces de La Havane et de Santiago de Cuba  .
En 2019, 29 féminicides sont dénombrés à Cuba selon des organisations indépendantes. En mars 2021, la fédération des femmes cubaines indique que les autorités gouvernementales vont créer un observatoire du genre avec un répertoire des féminicides et des violences sexistes .

### Prostitution
La prostitution perdure, elle est souvent jugée, par la population, comme une activité normale qui permet de survivre malgré la crise économique. Certaines femmes doivent cumuler la prostitution avec une activité professionnelle comme médecin , enseignante ou économiste. Pour Amir Valle : « Un changement dans la conscience sociale s’est produit à Cuba [...]Les prostituées et les vendeurs clandestins de rhum et de tabac se sont transformés en symboles de succès ».

#### En français
: Ce logo indique que la source a été utilisée pour l'élaboration de l'article.
- Pierre Rigoulot, Coucher de soleil sur La Havane : La Cuba de Castro 1959 - 2007, Flammarion, 2007
- Dominique Gay-Sylvestre, Être femme à Cuba : des premières militantes féministes aux militantes révolutionnaires., Paris, Éditions L’Harmattan, février 2006, 265 p. (ISBN 978-2-296-00160-2)
- Martha Peciña, « Les femmes cubaines à l’épreuve de la crise économique », Cahiers des Amériques latines, nos 57-58 (Dossier : un demi-siècle d'expérience révolutionnaire),‎ 2008, p. 159-172 (lire en ligne)
- Dominique Gay-Sylvestre (Université de Limoges), « La cause des femmes cubaines (1900-1950) », Questiones de Género: De la igualdad y la diferencia, Universidad de Léon, no 6,‎ 2011 (DOI 10.18002/cg.v0i6.3770, lire en ligne)
- Dominique Gay-Sylvestre (Université de Limoges), « Éradication de la prostitution à Cuba 1959-1967 », Insaniyat. Revue algérienne d'anthropologie et de sciences sociales, no 59, Famille : pratiques et enjeux sociétaux,‎ 2013 (lire en ligne)

#### En langues étrangères
- (en) Nancy Reeves, « Women of the New Cuba », Monthly Review, vol. 12, no 7,‎ novembre 1960 (DOI 10.14452/MR-012-07-1960-11_4)
- (en) Lois M Smith et Alfred Padula, Sex and revolution : women in socialist Cuba, New York, Oxford University Press, 1996
- (es) Luis Marcelino Gómez, La mujer en defensa de la mujer : voces femeninas del romanticismo cubano (Poesía y cuento), 21 septembre 2001, 316 p. (lire en ligne)
- (en) Karen Kampwirth, Women & guerrilla movements : Nicaragua, El Salvador, Chiapas, Cuba, University Park, Penn., Pennsylvania State University Press, 2002 (ISBN 978-0-271-02185-0)
- (es) Dominique Gay-Sylvestre, « Monika Krause: el caso ejemplar de una militante extranjera en la revolución cubana », Espejismos autobiográficos (Maryse Renaud coord.), Poitiers, Centre de Recherches Latino-Américaines/Archivos - CNRS,‎ 2004, p. 183-199
- (en) Terresa Prados-Torreira, Mambisas : rebel women in nineteenth-century Cuba, Gainesville, FL, University Press of Florida, 2005, 186 p. (ISBN 978-0-8130-2852-1)
- (en) Olimpia Arias de Fuentesa, Lilliam Alvarezb, Elena Vigilc et & al., « Women Physicists in Cuba », AIP Conference Proceedings, vol. 1119, no 1,‎ 2009, p. 105 (DOI 10.1063/1.3137723)
- (es) Dominique Gay-Sylvestre, Luchar y no morir en el intento. Mujeres de Cuba y de Venezuela, Tenerife, Gran Canaria, Ediciones Idea, Estudio General, juillet 2009, 427 p. (ISBN 978-84-8382-905-9)
- (en) Tanya L. Saunders, « Black Lesbians and Racial Identity in Contemporary Cuba », Black Women, Gender & Families, vol. 4, no 1,‎ printemps 2010 (DOI 10.1353/bwg.0.0018)
- (en) Carrie Hamilton, Sexual Revolutions in Cuba : Passion, Politics, and Memory, North Carolina Scholarship Online, 2012, 298 p. (ISBN 978-0-8078-3519-7, DOI 10.5149/9780807882511_hamilton, lire en ligne)
- (en) Olimpia Arias de Fuentes, « Physics and Women: A Challenge Being Successfully Met in Cuba », The History of Physics in Cuba. Boston Studies in the Philosophy and History of Science, Dordrecht, Springer, vol. 304,‎ 2014 (ISBN 978-94-017-8040-7, DOI 10.1007/978-94-017-8041-4_20)
- (en) Aisha K. Finch, Rethinking Slave Rebellion in Cuba : La Escalera and the Insurgencies of 1841-1844, North Carolina Scholarship Online: January 2016, 2015, 314 p. (ISBN 978-1-4696-2234-7, DOI 10.5149/northcarolina/9781469622347.001.0001)
- (en) Michelle Chase, Revolution Within the Revolution : Women and Gender Politics in Cuba, 1952-1962, North Carolina Scholarship Online, 2015, 304 p. (ISBN 978-1-4696-2500-3, DOI 10.5149/northcarolina/9781469625003.001.0001)